# Sevidzem Ernestine Leikeki
Sevidzem Ernestine Leikeki (nascida em 1985, em Camarões) é uma ativista climática e de gênero da região noroeste de Camarões e é a fundadora da Cameroon Gender and Environment Watch. Em 2021, foi indicada pela BBC como uma das 100 Mulheres "que criam mudanças duradouras". Ela trabalhou para impedir o tráfico de crianças, em 2010, no noroeste de Camarões. Ela participou do evento sobre Mudança Climática do Conselho de Partes das Nações Unidas em Glasgow, em 2021 (COP26) e ganhou o prêmio Gender Just Climate Solutions em 2019 e em 2021.

## Vida pessoal
Sevidzem Leikeki nasceu em 1985, em Camarões, em uma comunidade localizada em uma área florestal e agrícola que fornece lenha para a região urbana, mas vive em situação de pobreza. Ela tem quatro filhos.

## Carreira
Ela é uma ativista que trabalha pela equidade de gênero na proteção ambiental e no empoderamento de meninas e mulheres. Sevidzem Leikeki recebeu um diploma de bacharel em Direito comum da Universidade de Yaoundé II, na cidade de Yaoundé, capital dos Camarões.
Sevidzem Leikeki é uma ativista climática e de gênero, envolvida em atividades climáticas que levam a benefícios e oportunidades econômicas, bem como à educação ambiental. Isso inclui plantio de árvores, educação sobre extração de cera de abelha e produção de vinho de mel, bem como detergentes e loções de cera de abelha. Ela diz que "mel é igual a renda, igual a empregos, igual a igualdade de gênero, igual a conservação". Ela trabalha para capacitar meninas e mulheres para permitir o desenvolvimento sustentável.
Até 2020, sua organização plantou 86.000 árvores, para mitigação do clima, além de fornecer educação ambiental. A Cameroon Gender and Environment Watch (CAMGEW), sua organização, visa defender os direitos socioeconômicos e ambientais de mulheres e meninas e promover a voz das mulheres. A organização também ajuda mulheres a escapar da violência doméstica e já ajudou 800 mulheres.
Sevidzem Leikeki deu uma palestra no TED em 2010, sobre "Uma 'geração da floresta', vivendo em harmonia com a natureza". Ela foi palestrante no Fórum de Paisagens Globais, e tem estado na mídia por seu trabalho ambiental e de mudança climática.

## Prêmios e prêmios
- 2019 – Vencedora do Gender Just Climate Solutions.[3]
- 2021 – Vencedora do Gender Just Climate Solutions.[4]
- 2021 – BBC 100 Mulheres.[11]